# Kolumbán Lajos
Kolumbán Lajos (Olasztelek, 1875. december 18. – Budapest, 1958. március 14.) tanár, néprajztudós.

## Életpályája
Tanár, előbb Liptószentmiklóson, majd 1902–1909 között Késmárkon. Pest vármegye segédtanfelügyelője, majd Székelyudvarhely, 1921-től Zemplén, 1928–1937 között Borsod vármegye tanfelügyelője, majd tankerületi főigazgatóhelyettes lett. 1940-ben nyugdíjba ment.
Az első néprajzi összefoglalást készítette a hétfalusi csángók életéről.

## Főbb művei
- A hétfalusi csángók a múltban és a jelenben (Brassó, 1903)
- A Barcaság és népe (Budapest, 1906)